# Блеха, Курт
Курт Бле́ха (нем. Kurt Blecha; 25 февраля 1923, Усти-над-Лабем, Усти-над-Лабем — 1 марта 2013, Берлин) — немецкий политик, член СЕПГ, руководитель пресс-службы председателя Совета министров ГДР.

## Биография
В 1941 году Курт Блеха вступил в НСДАП и был призван на службу в вермахт. В 1943 году попал в плен на восточном фронте, учился в антифашистских школах в Горках и Красногорске и активно участвовал в работе Национального комитета «Свободная Германия».
В 1945 году Блеха вернулся в Германию, в 1946 году вступил в СЕПГ и до 1952 года работал в газете Schweriner Volkszeitung. В 1953—1989 годах входил в состав правления Союза журналистов ГДР. В 1953—1958 годах занимал должность заместителя руководителя пресс-службы председателя Совета Министров ГДР. 31 марта 1958 года сменил на посту руководителя пресс-службы Фрица Байлинга и занимал эту должность до ноября 1989 года. Пресс-служба председателя Совета Министров ГДР фактически осуществляла цензуру печатных средств информации ГДР, не подчинявшихся напрямую СЕПГ. В 1958—1989 годах Курт Блеха состоял членом агитационной комиссии Политбюро ЦК СЕПГ, а также входил в состав президиума центрального правления Союза журналистов ГДР. В январе 1990 года на съезде Союза журналистов ГДР Курт Блеха вместе с Иоахимом Германом, Хайнцем Геггелем, Дитером Ланггутом и Эберхардом Феншем был исключён из профессионального объединения за злоупотребления в области СМИ.
Курт Блеха был женат на Иоганне Блехе, заместителе обер-бургомистра Восточного Берлина. Их дочь Зигрид была второй супругой Александра Шальк-Голодковского.